# Ptychobranchus greenii
Ptychobranchus greenii är en musselart som först beskrevs av Conrad 1834.  Ptychobranchus greenii ingår i släktet Ptychobranchus och familjen målarmusslor. IUCN kategoriserar arten globalt som starkt hotad. Inga underarter finns listade i Catalogue of Life.